# Škoda Wendezug-Garnitur
Die Škoda-Wendezug-Garnituren sind Doppelstockwagen für lokomotivbespannte Züge des Eisenbahnherstellers Škoda Transportation. Die ZSSK setzt als Reihe 951 geführte Fahrzeuge der ersten Generation (Nahverkehrsvariante) im Vorortverkehr von Bratislava ein.
Wagen der zweiten Generation (Fernverkehrsvariante) werden in Deutschland durch das Eisenbahnverkehrsunternehmen DB Regio beim München-Nürnberg-Express eingesetzt. Die České dráhy bestellte fünf Garnituren, die in der ersten Hälfte des Jahres 2021 in den Probebetrieb gehen sollen.
Diese Züge werden dort unter dem englischen Synonym „Push-Pull“ (abgeleitet vom englischen Wort push für drücken oder schieben und dem englischen Wort pull für ziehen) geführt.
Sie entstanden unter Nutzung der Konstruktion der Triebzüge der tschechischen Reihe 471 ohne Triebwagen. Die Wagenenden am Führerstandsende der Steuerwagen und am Betriebskuppelende des lokomotivseitigen Wagens sind abweichend von den Triebzugversionen mit Regelschraubenkupplungen, Seitenpuffern und den genormten Leitungskupplungen ausgerüstet, Untereinander sind die Wagen durch in der Werkstatt trennbare Steifkupplungen des schwedischen Herstellers Dellner verbunden, vergleichbar mit den Wagen der Triebzüge ICE T.

## Einsatz

### Deutschland

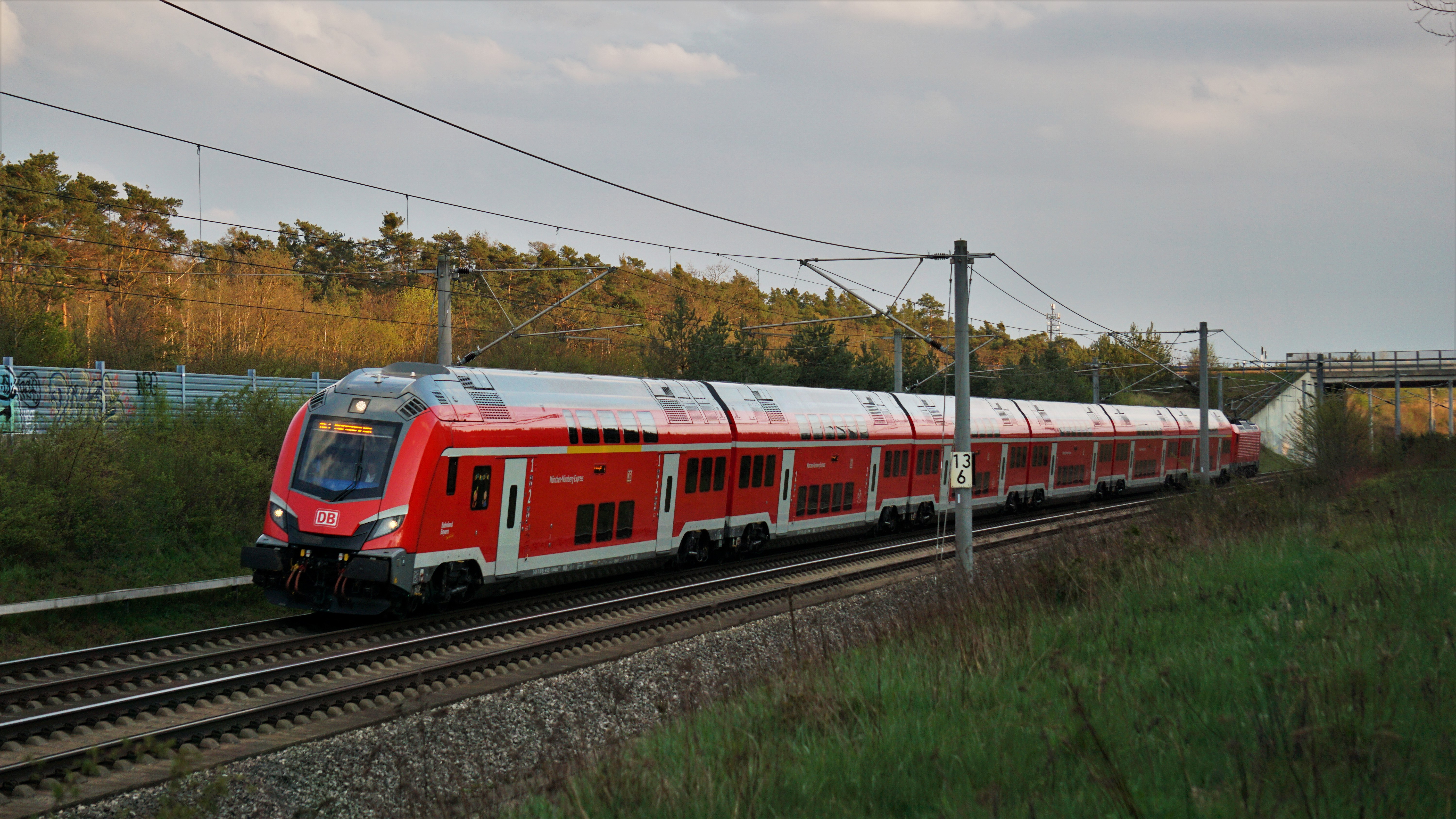
Škoda-Wendezuggarnitur der Deutschen Bahn bei Feucht

In Deutschland werden die Garnituren auf dem München-Nürnberg-Express eingesetzt. Dieser befährt zwischen Ingolstadt und Nürnberg die Schnellfahrstrecke Nürnberg–Ingolstadt, die von anderen Fahrzeugen mit bis zu 300 km/h befahren werden kann. Daher ist der Einsatz von druckertüchtigten Reisezugwagen oder Triebzügen vorgeschrieben. Die Škoda-Garnituren ersetzen auf dieser Strecke sukzessive die bis dahin eingesetzten ehemaligen IC-Wagen und bieten rund 20 Prozent mehr Platz. Die im August 2013 bestellten 36 Wagen haben gemeinsam mit den sechs Lokomotiven einen Auftragswert von 110 Millionen Euro.
Die Einheiten werden mit Lokomotiven der Baureihe 102 (Škoda 109E) bespannt. Ein Zug besteht aus einem Steuerwagen, vier Mittelwagen und einem Endwagen und ist für eine Höchstgeschwindigkeit von 190 km/h konzipiert. Eine solche Einheit hat mit dieser Lokomotive eine Länge von rund 177 m. Durch die Ausstattung mit druckertüchtigten Wagenkästen ist auch in Tunneln ein Begegnungsverkehr mit Fahrzeugen, die die Streckengeschwindigkeit von 300 km/h ausfahren, zulässig. Bei einer Bahnsteighöhe von 760 Millimetern bieten die Wagen barrierefreie Einstiege, der durch eine klappbare Überfahrtrampe realisiert wird.
Insgesamt sind in beiden Wagenklassen zusammen 691 Sitzplätze vorhanden:
- 17 Sitzplätze der 1. Klasse sowie 75 Sitzplätze der 2. Klasse im Steuerwagen (86-94 00x)

- 9 Sitzplätze der 1. Klasse sowie 110 Sitzplätze der 2. Klasse im Endwagen (36-94 00x)
- jeweils 120 Sitzplätze der 2. Klasse in den vier Mittelwagen (26-94 0xx)

Ebenfalls verfügen die Fahrzeuge über einen Kinderbereich. Die Züge haben zudem 37 Fahrradstellplätze und bieten Plätze für Personen mit eingeschränkter Mobilität und ihre Begleitpersonen. Der gesamte Innenraum ist klimatisiert, in den Wagen wird ein Zugang zum Internet bereitgestellt.
Zum Fahrplanwechsel im Dezember 2020 kam die erste Garnitur mit vier Jahren Verspätung zum Einsatz. Bis Mai 2021 übernahmen die neuen Züge schrittweise die Leistungen über die Neubaustrecke.
Die Wagenübergänge der deutschen Zugeinheiten sind durch druckgeschützte und trennbare Wellenbälge geschützt, die die Steifkupplungen zwischen den Wagen und die Druckluftverbindungen mit abdecken. Die elektrischen Verbindungen liegen außerhalb auf beiden Seiten. An den Einbauplätzen der Seitenpuffer innerhalb der Wagenzüge sind kurze Kletterschutzpuffer vorhanden, die bei Unfällen das Aufsteigen der Wagenkästen verhindern sollen.
Im zukünftigen Verkehrsvertrag des Netzes Isar-Noris-Altmühl ab 2028, zu dem auch die RE-Linie über die Schnellfahrstrecke Nürnberg–Ingolstadt zählt, sind nur Gebrauchtfahrzeuge ab Baujahr 2020 sowie Neufahrzeuge zugelassen. Die Lokomotiven der Baureihe 102 sowie die Škoda-Wendezug-Garnituren wurden im Jahr 2019 gebaut und erfüllen diese Anforderungen daher nicht. Ersatzweise beschafft DB Regio Neufahrzeuge des Typs Siemens Desiro HC, die auch bereits auf der Schnellfahrstrecke Ebensfeld-Erfurt eingesetzt werden.

#### Liste der Wagenparks
| Nummer Namensgebung        | Wagenreihung | zugeteilte Lok   | Indienststellung |
| -------------------------- | --- | ---------------- | ---------------- |
| 1 Rocket (seit Mai 2023)   | 70 80 86-94 001-0 (Steuerwagen) 70 80 26-94 001-3 70 80 26-94 009-6 70 80 26-94 020-3 70 80 26-94 024-5 70 80 36-94 001-1 (Endwagen) | 91 80 6102 003-2 | 30. Juni 2020    |
| 2 Pfeil (seit Mai 2023)    | 70 80 86-94 002-8 (Steuerwagen) 70 80 26-94 022-9 70 80 26-94 003-9 70 80 26-94 007-0 70 80 26-94 006-2 70 80 36-94 003-7 (Endwagen) | 91 80 6102 005-6 | 8. April 2021    |
| 3 Adler (seit Mai 2023)    | 70 80 86-94 003-6 (Steuerwagen) 70 80 26-94 005-4 70 80 26-94 019-5 70 80 26-94 010-4 70 80 26-94 023-7 70 80 36-94 002-9 (Endwagen) | 91 80 6102 002-3 | 25. März 2021    |
| 4 Saxonia (seit Juni 2023) | 70 80 86-94 004-4 (Steuerwagen) 70 80 26-94 012-0 70 80 26-94 013-8 70 80 26-94 015-3 70 80 26-94 017-9 70 80 36-94 006-0 (Endwagen) | 91 80 6102 006-4 | 27. April 2021   |
| 5 Molly (seit Juni 2023)   | 70 80 86-94 005-1 (Steuerwagen) 70 80 26-94 004-7 70 80 26-94 014-6 70 80 26-94 016-1 70 80 26-94 018-7 70 80 36-94 004-5 (Endwagen) | 91 80 6102 004-9 | 2021             |
| 6 Emma (seit Juni 2023)    | 70 80 86-94 006-9 (Steuerwagen) 70 80 26-94 002-1 70 80 26-94 008-8 70 80 26-94 011-2 70 80 26-94 021-1 70 80 36-94 005-2 (Endwagen) | 91 80 6102 001-5 | 24. Juni 2020    |

### Slowakei (Škoda 3Ev)

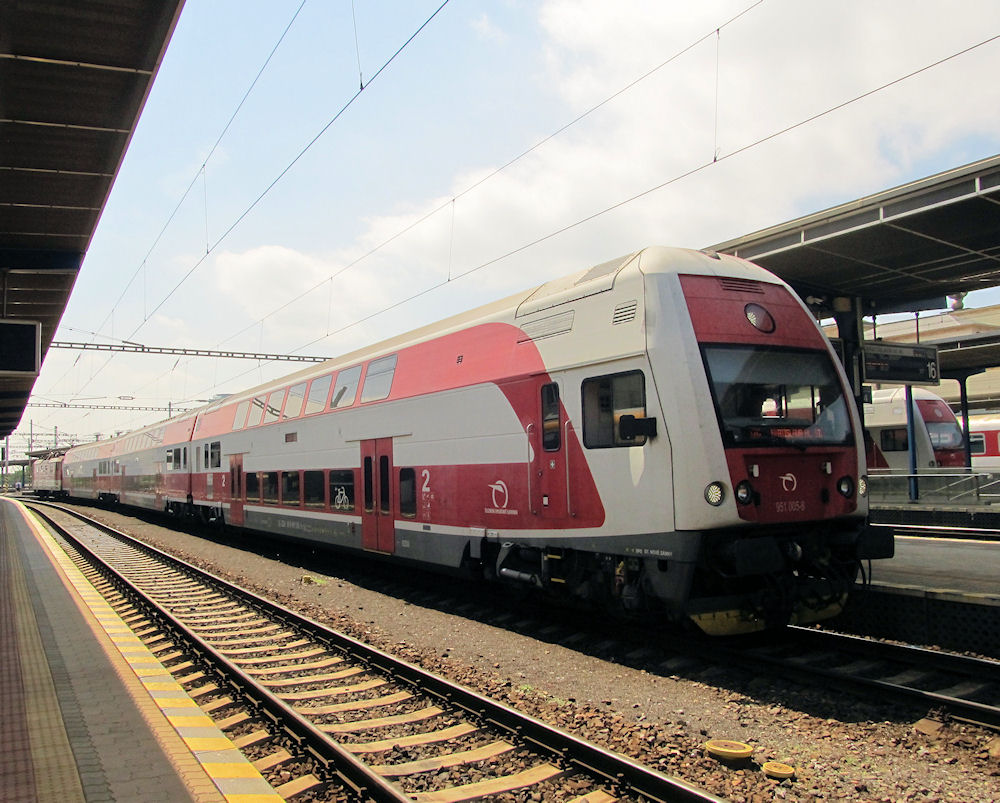
951 005-8 in Bratislava Hauptbahnhof (2014)

Seit 2011 setzt die ZSSK zehn Wendezuggarnituren der ersten Generation mit Lokomotiven der Baureihen 240, 263 und 381 unter der Bezeichnung Baureihe 951/051 im S-Bahn-ähnlichen Vorortverkehr Bratislavas auf den Relationen Kúty–Bratislava–Nové Zámky und Bratislava–Leopoldov ein.
Die Verbindungen zwischen den Wagen entsprechen mit Gummiwulstübergängen den Triebzügen der Reihen 671 und 471.
Die Einheiten mit großzügiger Raumaufteilung sind barrierefrei und verfügen jeweils über 362 Sitzplätze in der 2. Klasse, ein geschlossenes Toilettensystem, Klimaanlage sowie ein Informations- und Kamerasystem. Der wesentliche technische Unterschied zur Baureihe 671 ist die um 12 Sitze geringere Kapazität aufgrund installierten zentralen Energieversorgung für alle gängigen Spannungen in allen Wagen. Der Gesamtauftragswert belief sich auf 74,29 Mio. Euro.

### Tschechien (Škoda 13Ev)
2019 unterzeichneten die České dráhy einen Vertrag mit Škoda Transportation zur Lieferung von fünf Doppelstockwendezugeinheiten des Typs Škoda 13Ev. Sie sollen auf der Verbindung Ostrava–Frýdek-Místek–Frýdlant nad Ostravicí–Frenštát pod Radhoštěm zum Ausbau des Angebots im Rahmen der Modernisierung der Strecke eingesetzt werden. Die Inbetriebnahme war für 2020 geplant, jedoch verzögerte sich die Auslieferung aufgrund der Auswirkungen der Covid-19-Pandemie sowie einem Brand bei einem Zulieferer, weshalb die Fahrzeuge erst 2021 in den Testbetrieb gingen.